# Seattle Latino Film Festival
Seattle Latino Film Festival es una organización sin fines de lucro que representa el cine de América Latina, España y Portugal en el noroeste de los Estados Unidos.

## Inicios
Seattle Latino Film Festival fue fundado en el 2009 en la ciudad de Seattle, Estado de Washington, por el poeta, escritor y promotor cultural cubano Jorge Enrique González Pacheco. El SLFF por sus siglas es una organización reconocida como 501(c)(3) y su objetivo desde sus inicios, además de su festival anual en octubre homenajeando el mes de la Hispanidad en Estados Unidos, es también el trabajar para promover las artes a través de la cinematografía de modo educacional. En el 2018 fue su 10.º festival con un programa amplio que fue bien recibido por la prensa especializada estadounidense. El festival está considerado como uno de los 5 mejores pare el cine de Latinoamérica en Estados Unidos.

## Festivales
- Seattle Latino Film Festival, 2009-País invitado: Colombia
- Seattle Latino Film Festival, 2010-País invitado: México
- Seattle Latino Film Festival, 2011-País invitado: Argentina
- Seattle Latino Film Festival, 2012-País invitado: Brasil
- Seattle Latino Film Festival, 2013-País invitado: Cuba
- Seattle Latino Film Festival, 2014-País invitado: Chile
- Seattle Latino Film Festival, 2015-País invitado: Perú
- Seattle Latino Film Festival, 2016-País invitado: Venezuela
- Seattle Latino Film Festival, 2017-País invitado: República Dominicana
- Seattle Latino Film Festival, 2018-País invitado: España
- Seattle Latino Film Festival 2019
- Seattle Latino Film Festival  2020
- Seattle Latino Film Festival 2021
- Seattle Latino Film Festival 2022
- Seattle Latino Film Festival 2023

## Invitados
- Leon Ichaso, director y productor cubano-estadounidense.[7]
- Fernando Trueba, director español.[8]
- Rosa Marquetti, musicóloga cubana.
- Damian Alcázar, actor mexicano.[9]
- Rafa Lara, Mexican Director.[10]
- Fina Torres, directora y guionista de Venezuela.
- Alejandro Ríos, crítico de cine cubano.